# Linnés Råshult
Linnés Råshult er et frilandsmuseum, beliggende i Stenbrohult sogn ved Älmhult i Småland. Det skal dels være et mindesmærke over Carl von Linné og dels skal være en fremvisning af det historisk-kulturelle og naturmæssige miljø, som Linnés forskning udsprang af. Navnet Råshult kommer af svensk rås-, (= ”sandet dal”) + endelsen –hult (svarende til gammel dansk ”-holt” (= ”småskov”)). 
Museet består af flere afdelinger: 
- Kulturreservatet
- Gårdmiljøet
- 1700-tallets landskab
- Haverne
- Café og udsalg

## Kulturreservatet
Hensigten med denne afdeling er at vise de besøgende forudsætningerne for Smålands udvikling gennem befolkningens udnyttelse af de naturmæssige ressourcer. Derigennem skal det også gøres klart, hvordan sporene efter denne udvikling ser ud i dag. Kappellangården Råshult Södregård blev i år 2002 udnævnt til svensk kulturreservat. 
Kulturreservatet skal genskabe landskabet, som det så ud i det tidlige 18. århundrede med særlig vægt på at illustrere Linnés fødested. På museet har man gennem mere end 10 år arbejdet systematisk på at genskabe det gamle landskab ved at underkaste det datidens dyrkningsmetoder, afgrøder og dyrehold. Man forventer dog først at kunne vise et korrekt landskab omkring 2010.
Reservatet består af et 42 ha stort landbrugsområde med et avlsbygninger, gårdtun og udmarker. Der er adgang til hele området ad markerede stier, men det frabedes på det bestemteste at forlade disse stier, da jordbund, afgrøder og vegetation ikke tåler at blive nedtrådt.

## Gårdmiljøet
Bebyggelsen i Råshult består først og fremmest af hovedbygningen, som er bevaret fra Linnés tid, og som blev opført engang mellem 1751 og 1781. Desuden findes en række nye avlsbygninger. Det gamle gårdtun er bevaret med de oprindelige stendiger, og man har efterhånden opsat rekonstruktioner af trægærder, som de blev brugt i det 18. århundredes Småland.

## 1700-tallets landskab
Når man besøger Råshult, træder man lige ind i datidens landskab. Rekonstruktionen er blevet mulig, fordi man har kunnet bruge skifteprotokoller og gamle tilsynsprotokoller til at stedfæste enge og agre, som de lå på Linnés tid. Landskabet består dels af indermarken med dyrkede agre og enge til høslet og græsning og dels af udmarken med moser og skov.
Det er påfaldende, at den gamle dyrkningsform på bare 10-15 år også – og som en uventet sidegevinst – har genskabt den oprindelige vegetation. Mange planter, som i dag er sjældne eller truede i nutidens Sverige, er helt almindelige i det restaurerede kulturlandskab.

## Haverne
I det 18. århundredes Småland søgte alle gårde at være selvforsynende med grønsager. Derfor anlagde Linnés far, Nils Linnaeus, straks flere urtehaver, da han flyttede ind på gården. Hans botaniske interesse betød, at han som noget meget usædvanligt anlagde haver med blomster, der kun var der for deres skønheds skyld. Pastor Nils havde også viden om planternes medicinske virkning, og han dyrkede mange af dem for at kunne forsyne familie og menighed. I 2006 blev flere af haverne genskabt efter gamle beskrivelser, sådan at man nu kan se de 120 cm brede højbede, som bliver dyrket efter datidens metoder.

## Eksternt link
- Museet ”Linnés Råshult”

56°37′4.8″N 14°12′7.2″Ø / 56.618000°N 14.202000°Ø